# Judenstraße (Stralsund)
Die Judenstraße im Stadtgebiet Altstadt in Stralsund verbindet die Straße Apollonienmarkt, Papenstraße Ecke Ossenreyerstraße mit der Frankenstraße. Die Langenstraße kreuzt die Judenstraße. Die Judenstraße gehört zum Kerngebiet des UNESCO-Welterbes Historische Altstädte Stralsund und Wismar.

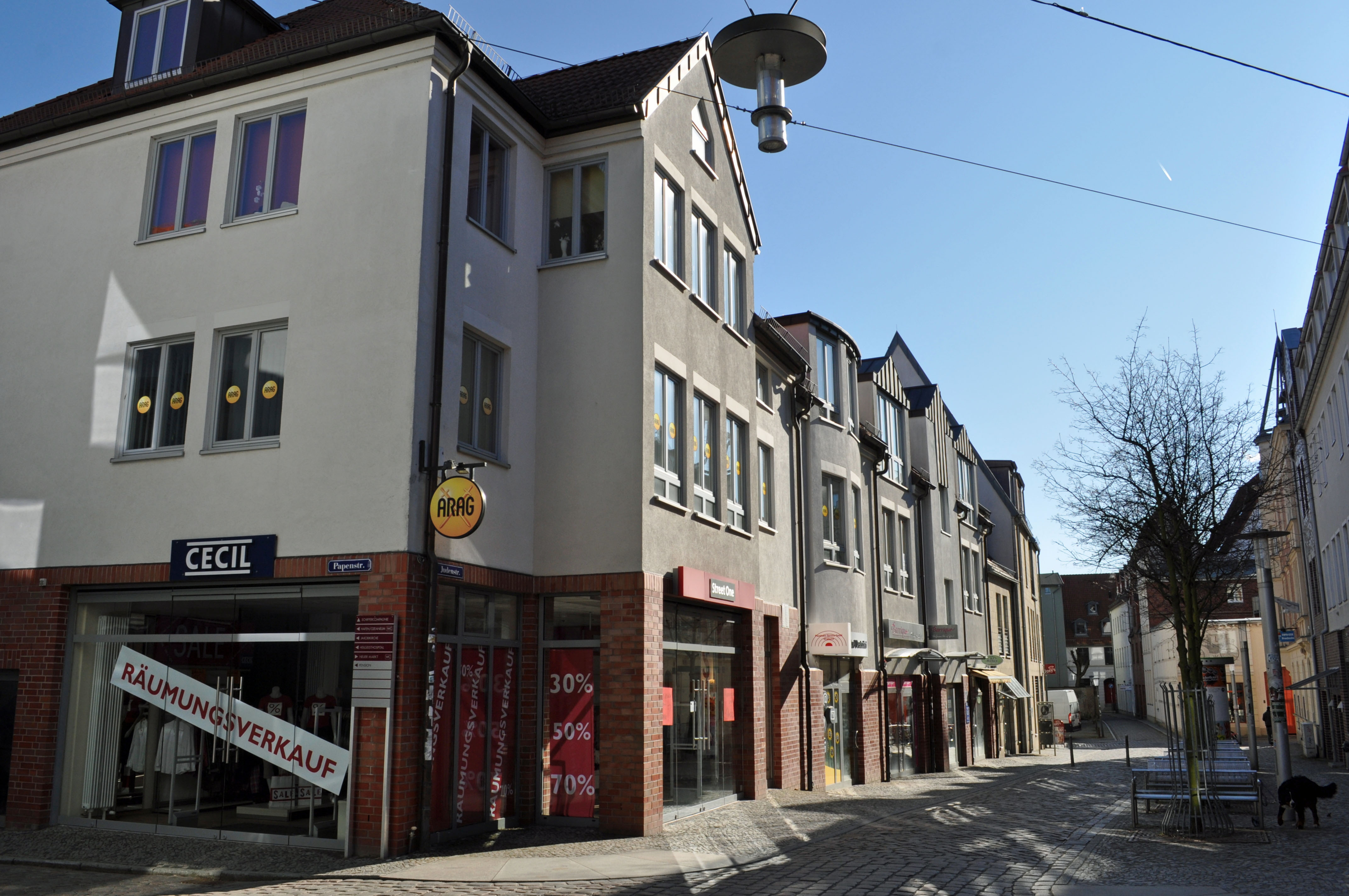
Blick in die Judenstraße in Stralsund (2012)

Der Namensursprung ist unklar. Eine Straße, in der nur oder hauptsächlich Juden lebten, existierte in Stralsund nicht. Juden lebten im gesamten Gebiet der Stadt (siehe dazu auch Geschichte der Juden in Stralsund und Liste der Stolpersteine in Stralsund).
Bis 1869 hieß nur der Abschnitt zwischen Apollonienmarkt, Papenstraße/Ecke Ossenreyerstraße und der Langenstraße Judenstraße, der Abschnitt bis zur Frankenstraße hieß Ribnitzer Heide, was entweder auf ein gleichnamiges Wirtshaus oder auf das wegen seiner Räuber berüchtigte Gebiet Ribnitzer Heide zurückgeführt wird.
Die Pommersche Zeitung vom 22. Januar 1934 berichtete von der Umbenennung der Judenstraße in Jodestraße und gab dazu an, dass die Straße ursprünglich nach einer Glockengießerfamilie des Gherrardus Jode aus dem 14. Jahrhundert benannt gewesen sei; danach sei der Name der Straße im Jahr 1403 Yodestraße, um 1406 Jodenstraße, um 1628 Jödenstraße, um 1753 Jüdenstraße und „später“ eben Judenstraße gewesen, laut der Pommerschen Zeitung „ohne Berechtigung“.
Tatsächlich steht im Stadtbuch der Stadt Stralsund allerdings nichts von einer Yodestraße, dafür aber Yodenstraße. Auch der Name des Glockengießers lautet nach diesem Stadtbuch Gherrardus Judeus, nicht Jode. Eine Familie namens Jode ist in Stralsund ab 1593 nachgewiesen. Naheliegend ist eine Umbenennung der Straße allein aus antisemitischen Gründen durch die Nationalsozialisten.
Auch in der Deutschen Demokratischen Republik blieb der Name Jodestraße bestehen.
Die Stralsunder Bürgerschaft beschloss am 8. Februar 1990 die Umbenennung der Jodestraße in Judenstraße.
Die so genannte Judenstele war im Jahr 1988 zur Erinnerung an die nahezu vollständige Vertreibung und Vernichtung der Stralsunder Juden durch die Nationalsozialisten in der Stralsunder Judenstraße aufgestellt, bald nach der Wende aber beschmiert worden. Sie wurde daraufhin im Johanniskloster aufgestellt.